# 모건 스펙터

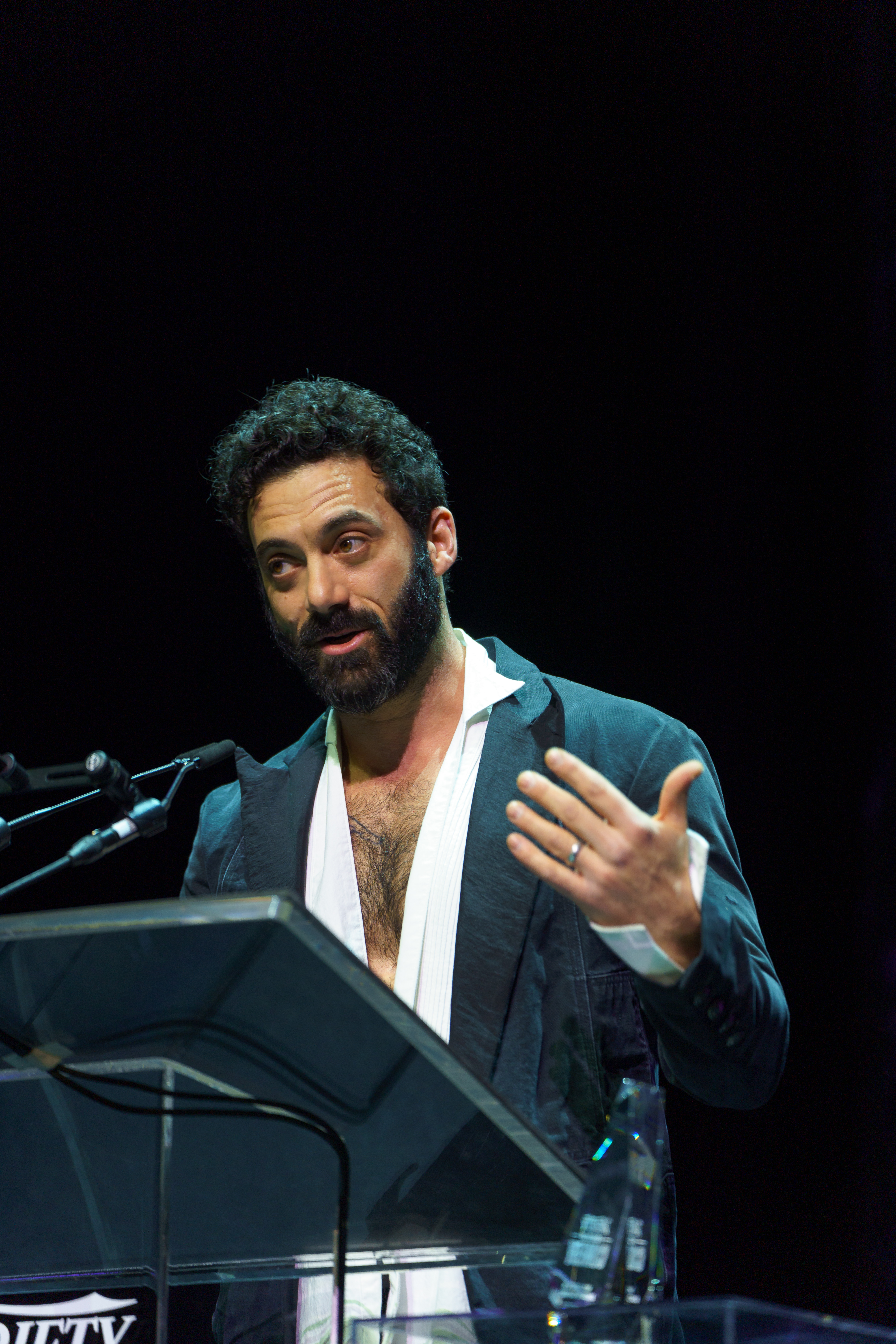

모건 스펙터(Morgan Spector, 1980년 10월 4일 ~ )는 미국의 배우이다.
샌타로자에서 태어났다.

## 출연 작품
- 그레이트 초이스 (2017년)
- 퍼미션 (2017년) - 리스 역
- 더 드롭 (2014년)
- 버닝 블루 (2013년) - 윌리엄 역
- 올 이즈 브라이트 (2013년)
- 42일간의 기적 (2011년) - 케니 역
- 라스트 에어벤더 (2010년)

### 텔레비전
- 더 플롯 어겐스트 아메리카
- 피어슨
- 얼리전스 (2015년)
- 보드워크 엠파이어